# 黃翠侯
黃翠侯（1995年7月4日—）是一位越南的 YouTuber，發布的影片以翻唱改編歌曲為主。截至2021年2月，黃翠侯的YouTube頻道Hau Hoang的訂閱人數超過730萬，影片觀看次數達到23億。截至2021年5月5日，黃翠侯的頻道在越南排名來到前10名。